# 小爾雅
『小爾雅』（しょうじが）は、中国古代の類語辞典。『爾雅』の追補にあたる。現在は独立した書籍としては存在せず、『孔叢子』の一部に含まれている。

## 概要
『漢書』芸文志に『小爾雅』一篇と記す。作者も作られた時代も不明である。
『爾雅』にならった形式の書籍には『方言』『釈名』などがあり、それらを増補した書物には『広雅』『埤雅』などがある。『小爾雅』はそれらの中でも成立年代の古いものである。
現在、『孔叢子』の第11篇に『小爾雅』13章が含まれている。『孔叢子』は孔子の子孫で陳勝の博士であった孔鮒が作ったものであるというが、漢代までの書籍に言及されておらず、通常は後世の偽作とされる。したがって現存の『小爾雅』についても魏晋時代の偽作とする説がある。

## 構成
『小爾雅』は『爾雅』と同様の形式で、同義語を集めて羅列した文章が主になっている。ただし、「凡無妻・無夫、通謂之寡。」（妻がないことと夫がないことをともに「寡」という）のように、語の意味を直接説明している箇所も多い。
『小爾雅』は「広詁・広言・広訓・広義・広名・広服・広器・広物・広鳥・広獣・広度・広量・広衡」の13章からなるが、いくつかの章は非常に短い。
「広詁・広言・広訓・広器・広鳥・広獣」はそれぞれ『爾雅』の「釈詁・釈言・釈訓・釈器・釈鳥・釈獣」に対応している。
度量衡に関する「広度・広量・広衡」は『爾雅』に対応する篇が存在しない。